# Тарпонові
Тарпонові (Megalopidae) — родина променеперих риб ряду елопоподібних (Elopiformes). Включає два сучасні види в одному роді та декілька викопних форм, що відомі починаючи з крейди.

## Опис
Велика срібляста риба з веретеноподібним і стиснутим тілом, з максимальною описаною довжиною близько 2,2 м; Кінцевий рот, косий або верхній, з виступаючим нижньою щелепою, з вентральною пластинкою між двома зябрами або під щелепою; мають один спинний плавець, який не має шипів і має 13-21 м'який промінь, останній ниткоподібний; грудні плавці поставлені дуже низько; анальний плавець має від 22 до 29 променів.

## Класифікація
- рід †Elopoides Wenz 1965
- рід †Paratarpon Bardack 1970
- рід †Promegalops Casier 1966
- рід †Protarpon Forey 1973
- рід †Sedenhorstia White & MoyThomas 1941
- рід †Starrias Jordan 1925
- рід Megalops Lacépède 1803